# Maxime Soulet
Maxime Soulet (Ukkel, 26 juli 1983) is een Belgische autocoureur.

## Biografie
In 2018 nam Maxime deel  aan de eerste Pirelli World Challenge SprintX races voor GT wagens. Hij reed voor het K-PAX Racing team met een Bentley Continental. Op de Virginia International Raceway sleepte hij, samen met Rodrigo Baptista, de overwinning binnen. Op de Portland International Raceway haalden ze nog een tweede plaats.

## Palmares

### Mini Cooper Challenge
Soulet werd Belgisch kampioen in 2004.

### Formule Renault
Soulet werd Belgisch kampioen Formule Renault 1.6 in 2004.

### GT4 European Cup
In 2007 haalde hij een overwinning in Spa-Francorchamps. 

### BTCS
Soulet haalde 5 pole-posities en 5 overwinningen in S2-categorie en werd vice-kampioen in de S2-categorie in 2009.

### Belcar
Winnaar van de 24 Hours of Zolder in 2006 en 2007. Hij werd GT3-categoriekampioen in 2007, vice-kampioen in 2008 met Gregory Franchi en kampioen in 2011 met Marc Goossens.

### Le Mans Series
Een overwinning werd binnengehaald in de GTE Am categorie tijdens de 6 Hours of Castellet in 2012.

### 25 uur VW Fun Cup
Met het M&M team werd een laatste overwinning in 2010 gehaald.

### International GT Open
Soulet won in Portimao met Isaac Tutumlu in 2014.

### Blancpain GT World Challenge America
Overwinningen in Austin en Virginia met Rodrigo Baptista in 2019 